# Terminal (濱崎步單曲)
《Terminal》為日本歌手濱崎步發行的第52張單曲，由荷蘭知名百大DJ阿曼·凡·布倫作曲，2014年10月1日於日本發售。台灣首次無發行台壓版單曲。
由於本作為重發單曲，在無拍攝PV、無宣傳的情況下，本作最高名次只到第16名，單周銷售僅有2,889張，成為目前銷售及排名最差的一張單曲。並中斷了從單曲《LOVE ~Destiny~》以來單曲首日前三名的紀錄。

## 說明
- 《Terminal》為今年7月2日發行第15張原創專輯《Colours (濱紛)》之後的重發單曲。是繼2002年第25張單曲《Daybreak (破曉)》以後，再次發行此類型的單曲。
- 本作是繼2003年第31張單曲《No way to say (難以言喻)》以後，再次回歸到單CD發售形式。
- 本作有封底設計，是濱崎步第二張有封底的單曲。 (第一張為《appears (現身)》)
- 此曲最早是收錄於5/30~6/1『ayumi hamasaki PREMIUM SHOWCASE ～Feel the love～』名古屋場次贈送的會場限定單曲《XOXO/Terminal》 (限量30,000張)。
- 《Terminal》數位下載單曲是由阿曼·凡·布倫的品牌"Armind"於9月15日發行。
- 在10月1日除了發行實體單曲《Terminal》之外，另同時限量發售《XOXO》Plug Air數位單曲。

## 收錄歌曲
全曲作詞：濱崎步

### Terminal（CD）
1. Terminal (Original mix)
作曲／編曲：阿曼·凡·布伦、Benno de Goeji
2. Terminal (Dub mix)
3. Terminal (HACKJACK remix)

### Terminal（數位下載）
1. Terminal (Dub Radio Mix)
2. Terminal (Dub Mix)

### XOXO/Terminal（演唱會會場限量單曲）
1. XOXO
2. Terminal